# Peter Blegvad
Peter Blegvad (New York, 14 agosto 1951) è un musicista e fumettista statunitense noto per aver fatto parte degli Slapp Happy e per la lunga serie di collaborazioni.

## Biografia
Figlio di Erik, illustratore e Lenore autrice di libri per bambini crebbe nel Connecticut ma a causa del mutato clima negli Stati Uniti a seguito dell'assassinio di John Fitzgerald Kennedy si trasferì a 14 anni con la famiglia in Inghilterra.
Conobbe Anthony Moore con cui suonò in vari gruppi locali, in cui militò tra gli altri anche Neil Murray.
Nel 1972 si trasferì con Moore ad Amburgo, in Germania, con cui formò gli Slapp Happy assieme a Dagmar Krause. Il trio realizzò un primo album per la Polydor per poi ritornare in Inghilterra a causa di dissapori con l'etichetta dove pubblicò il secondo album per la Virgin, si fuse poi con gli Henry Cow e realizzò due album di classico rock progressivo prima dello scioglimento.
Blegvad ritornò a New York per diventare cartonista. Collaborò con John Greaves e la cantante Lisa Herman nell'album Kew. Rhone. del 1977. Seguirono vari album da solista pubblicati da Virgin Records ma di scarso successo commerciale. Neim suoi testi usava spesso giochi di parole, riferimenti letterali e complessi schemi in rima. È autore fra l'altro di uno dei più lunghi palindromi: "Peel's foe not a set animal laminates a tone of sleep" tratto da Kew. Rhone.
Tra il 1992 ed 1999 è stato autore della striscia comica Leviathan sul The Independent della domenica. Una selezione di queste strisce è stata raccolta nel 2001 nell'album The Book of Leviathan,che tradotto nel 2013 in francese Le livre de Leviathan ha ricevuto il Prix Révélation al Festival international de la bande dessinée d'Angoulême del 2014.

## Discografia

### Da solista
- The Naked Shakespeare (1983, LP, Virgin Records)
- Knights Like This (1985, LP, Virgin Records)
- Downtime (1988, LP, Recommended Records)
- King Strut & Other Stories (1990, LP/CT/CD, Silvertone Records)
- Just Woke Up (1995, CD, East Side Digital)
- Hangman's Hill (1998, CD, Recommended Records)
- Choices Under Pressure (2001, CD, Voiceprint Records)
- Go figure  (2017, CD, ReR Megacorp)

### In collaborazione

#### Con John Greaves e Lisa Herman
- Kew. Rhone. (1977, LP, Virgin Records)

#### Con National Health
- Of Queues and Cures (1978, LP, Charly Records) (recitazione in Squarer for Maud)

#### Con John Zorn
- Locus Solus (1983, LP, Rift Records)

#### Con The Golden Palominos
- Blast of Silence (1986, LP, Celluloid Records)

#### Con The Lodge
- Smell of a Friend (1988, LP, Island Records)

#### Con Dr. Huelsenbecks Mentale Heilmethode
- Dada (1992, LP, Rough Trade Records)

#### Con John Greaves
- Unearthed (1995, CD, Sub Rosa)

#### Con Andy Partridge
- Orpheus – The Lowdown (2003, CD, Ape House)
- Gonwards (2012, CD, Ape House)